# Damaris (Bibel)
Damaris (altgriechisch Δάμαρις Dámaris) ist eine biblische Gestalt, die um das Jahr 55 in Athen lebte. Schon Hugo Grotius vermutete, es handele sich um eine Falschschreibung des gängigen Namens altgriechisch Δάμαλις Dámalis.

## Neues Testament
Damaris wurde vom Apostel Paulus durch dessen Predigt auf dem Areopag in Athen bekehrt, wie in Apg 17,34  berichtet wird. Auf Johannes Chrysostomos geht der Vorschlag zurück, Damaris sei die Ehefrau des Dionysius Areopagita, der vor ihr als einer der Zuhörer des Paulus und neu zum Glauben Gekommener genannt wird. Möglicherweise begleitete sie aber auch als Hetäre einen der Zuhörer.

## Heiligenverehrung
In der griechisch-orthodoxen Kirche wird sie als Heilige verehrt: ἡ Ἁγία Δάμαρις ἡ Ἁθηναία („die heilige Damaris von Athen“). Dort ist ihr Gedenktag der 3. Oktober. In Athen (Stadtteil Pankrati) ist eine zentrale Straße nach ihr benannt (Οδός Δαμάρεως).
Ihr Gedenktag wird in der katholischen Kirche am 4. Oktober begangen. 